# Niederlenz
Niederlenz és un municipi del cantó d'Argòvia (Suïssa), situat al districte de Lenzburg. El 2023 tenia 4.896 habitants.